# Alberto Gerchunoff
Alberto Gerchunoff (Proskurov, Imperio ruso, 1 de enero de 1883 - Buenos Aires, Argentina, 2 de marzo de 1950) fue un narrador, ensayista y periodista argentino. Su nombre de nacimiento era Abraham, el cual modificó por "Alberto" al acceder a la ciudadanía argentina. Escribió numerosas obras, entre las cuales se destacó Los gauchos judíos, posteriormente llevada al cine.

## Biografía
Alberto Gerchunoff nació el 1 de enero de 1883 en Proskurov, en el Imperio ruso; actualmente la localidad lleva el nombre de Jmelnítskiy, y se encuentra en Ucrania. Su familia emigró en 1889 a Argentina, instalándose en la colonia judía de Moisés Ville, ubicada en la provincia de Santa Fe. Allí fue donde su padre, Rab Gershon Ben Abraham Gerchunoff, fue asesinado por un gaucho matrero, aunque la fecha exacta se desconoce. La tumba del padre de Gerchunoff en el cementerio de Moisés Ville dice como fecha de fallecimiento "12 de febrero de 1891";[cita requerida] sin embargo el mismo Gerchunoff en su autobiografía incluida en el libro Entre Ríos, Mi País (Editorial Plus Ultra, 1973, página 23) establece la muerte de su padre antes de las pascuas judías. Así como no hay una fecha ni el nombre de un barco  que ayude a ubicar con precisión la fecha de llegada de la familia de Gerchunoff a la Argentina, tampoco hay una fecha certera de la muerte de Gershon Ben Abraham Guerchunoff.
Después del asesinato de su padre la familia se trasladó a una colonia de la misma índole que la anterior, llamada Colonia Rajil, en la provincia de Entre Ríos (este poblado se encuentra en las cercanías de Villaguay, fundada por el filántropo Barón Moritz Hirsch, como refugio para los judíos que huían de los pogroms europeos). Entre estas dos localidades Gerchunoff pasó su infancia, en la que trabajó como agricultor y boyero.
En 1895, se trasladó a Buenos Aires. Su nombre inicialmente era Abraham, y lo modificó por Alberto al acceder a la ciudadanía argentina. Muy joven comenzaría su actividad de periodista, que ejerció hasta su muerte, especialmente en el diario La Nación de Buenos Aires.
Gerchunoff fue profesor universitario y editor de numerosos diarios y revistas. De él dijo Borges: "Fue un indiscutible escritor, pero el estilo de su fama trasciende la de un hombre de letras. Sin proponérselo y quizá sin saberlo, encarnó un tipo más antiguo: el de aquellos maestros que veían en la palabra escrita un mero sucedáneo de la oral, no un objeto sagrado".
Entre las muchas novelas y ensayos que escribió sobre la vida de los judíos en Latinoamérica se destaca Los gauchos judíos (1910), compuesta en homenaje al centenario de la Revolución de Mayo, donde recoge estampas y relatos de la inmigración judía en la Argentina inspirados en sus recuerdos de niñez y adolescencia.

## Obras

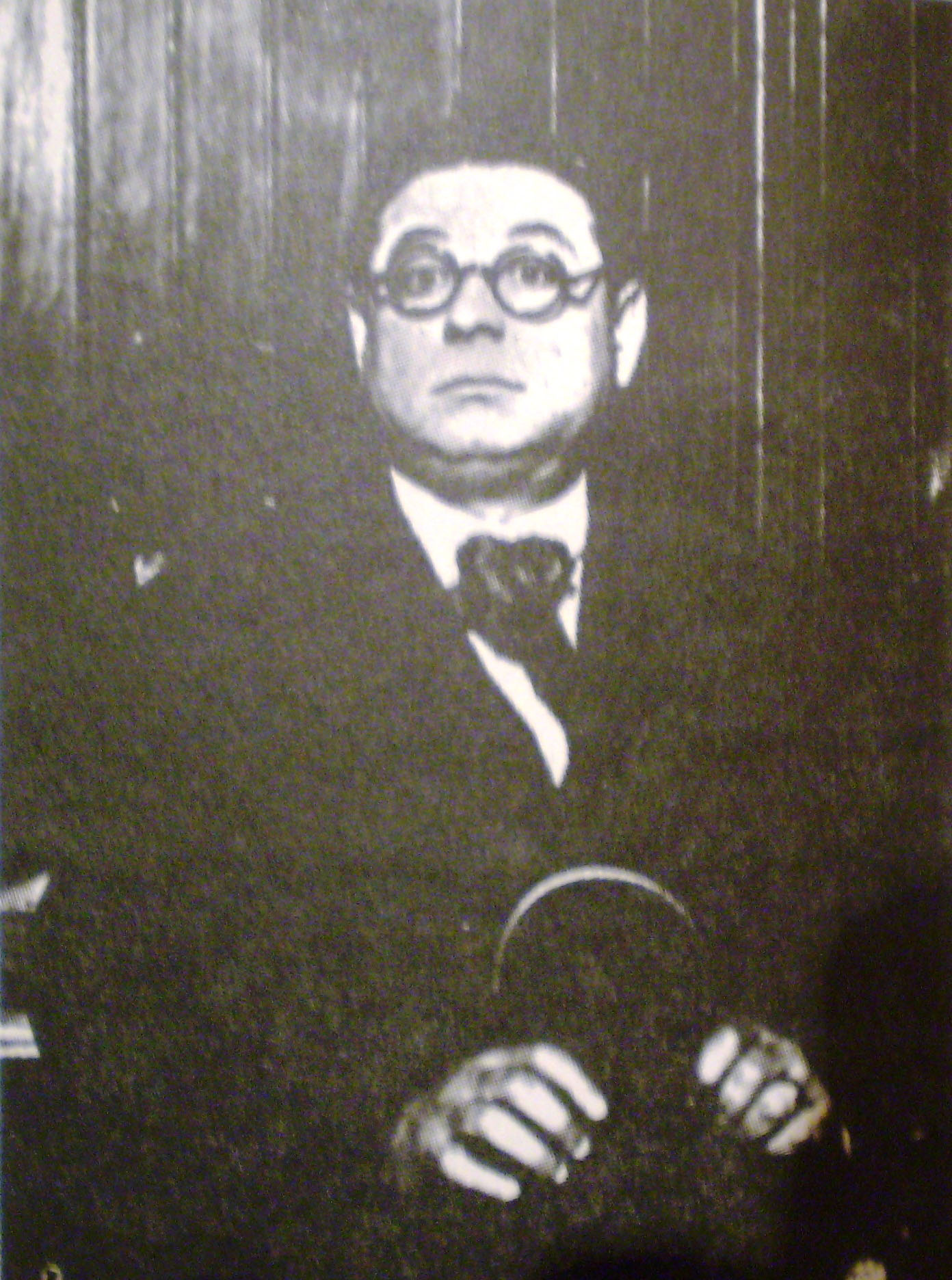
Alberto Gerchunoff.

- Los gauchos judíos. La Plata, 1910. [traducción inglesa: The Jewish Gauchos of the Pampas, Nueva York, 1955]
- Nuestro Señor don Quijote. Buenos Aires, 1913.
- El nuevo régimen. Buenos Aires, 1918.
- Cuentos de ayer. Buenos Aires, 1919.
- El cristianismo precristiano. Buenos Aires, 19[20?].
- La jofaina maravillosa; agenda cervantina. Buenos Aires, 1922.
- La asamblea de la boardilla. Buenos Aires, 1925.
- Historias y proezas de amor. Buenos Aires, 1926.
- El hombre que habló en la Sorbona. Buenos Aires, 1926.
- Pequeñas prosas. Buenos Aires, 1926.
- Enrique Heine, el poeta de nuestra intimidad. Buenos Aires, Madrid, 1927
- Las imágenes del país. Azul, 1931.
- Los amores de Baruj Spinoza. Buenos Aires, 1932
- El hombre importante, novela. Buenos Aires, Montevideo, 1934.
- La clínica del doctor Mefistófeles; moderna milagrería en diez jornadas. Santiago de Chile, 1937.
- El problema judío. Buenos Aires, 1945.
- Entre Ríos, mi país. Buenos Aires, 1950.
- Retorno a Don Quijote. Buenos Aires, 1951.
- Argentina, país de advenimiento. Buenos Aires, 1952.
- El Pino y La Palmera. Buenos Aires, 1952
- La Lechuza

## Filmografía

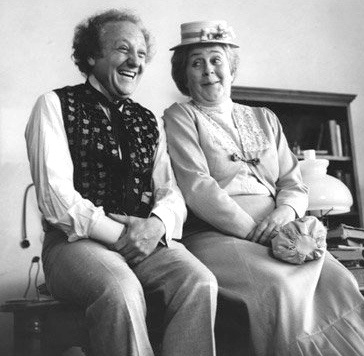
Escena de Los gauchos judíos; en la imagen se pueden observar a Pepe Soriano y a China Zorrilla.

En 1974 el director argentino Juan José Jusid llevó una adaptación del libro Los gauchos judíos al cine, titulándola con el mismo nombre que la novela.

## Premios y distinciones
Gran Premio de Honor de la SADE 1952 (el único concedido de forma póstuma)